# Landtagswahlkreis Warendorf I
Der Landtagswahlkreis Warendorf I umfasst die Gemeinden Beelen, Ennigerloh, Oelde, Ostbevern, Sassenberg, Telgte und Warendorf im Kreis Warendorf. Bis einschließlich zur Landtagswahl in Nordrhein-Westfalen 1995 gehörte noch Sendenhorst dazu, bis einschließlich 2017 auch Everswinkel. Beide Gemeinden gehören nunmehr zum Landtagswahlkreis Warendorf II.

## Landtagswahl 2022
Wahlberechtigt waren 104.443 Einwohner. Die Wahlbeteiligung lag bei 62,2 %
| Direktkandidat   | Partei | Erststimmen in % | Zweitstimmen in % |
| ---------------- | ------ | ---------------- | ----------------- |
| Daniel Hagemeier | CDU    | 46,9             | 44,8              |
| Ralf Pomberg     | SPD    | 22,2             | 21,3              |
| Hedwig Tarner    | GRÜNE  | 19,0             | 17,8              |
| Ron Schindler    | FDP    | 5,2              | 5,6               |
| Joachim Kuttig   | AfD    | 4,5              | 4,3               |
| Mark Siewert     | LINKE  | 2,2              | 1,6               |
| –                | Übrige | –                | 4,6               |

## Landtagswahl 2017
Wahlberechtigt waren 112.475 Einwohner. Die Wahlbeteiligung lag bei 70,03 %
| Direktkandidat     | Partei      | Erststimmen in % | Zweitstimmen in % |
| ------------------ | ----------- | ---------------- | ----------------- |
| Andrea Kleene-Erke | SPD         | 27,74            | 27,71             |
| Daniel Hagemeier   | CDU         | 48,11            | 42,19             |
| Jessica Wessels    | GRÜNE       | 6,83             | 6,32              |
| Ron Schindler      | FDP         | 7,54             | 12,39             |
| –                  | PIRATEN     | –                | 0,70              |
| Sandra Lang        | LINKE       | 2,90             | 3,15              |
| Paulo da Silva     | Die PARTEI  | 1,05             | 0,49              |
| Uwe Steinkolk      | AfD         | 4,25             | 4,92              |
| Olaf Barton        | Parteiloser | 0,33             | –                 |
| Peter Horstmann    | Parteiloser | 1,25             | –                 |
| –                  | Übrige      | –                | 3,13              |

Der Wahlkreis wird im Landtag durch den erstmals direkt gewählten Wahlkreisabgeordneten Daniel Hagemeier (CDU) vertreten.

## Landtagswahl 2012
Wahlberechtigt waren 112.387 Einwohner. Die Wahlbeteiligung lag bei 63,2 %
| Direktkandidat          | Partei  | Erststimmen in % | Zweitstimmen in % |
| ----------------------- | ------- | ---------------- | ----------------- |
| Astrid Birkhahn         | CDU     | 43,7             | 36,7              |
| Thomas Trampe-Brinkmann | SPD     | 33,7             | 33,1              |
| Marian Husmann          | GRÜNE   | 10,2             | 11,1              |
| Ron Schindler           | FDP     | 4,8              | 8,5               |
| Karl-Stephan Schulte    | LINKE   | 1,6              | 1,5               |
| Bianca Neubert          | PIRATEN | 5,9              | 6,2               |
| –                       | Übrige  | –                | 2,9               |

## Landtagswahl 2010
Bei der Landtagswahl 2010 waren 112.641 Einwohner wahlberechtigt. Die Wahlbeteiligung lag bei 62,8 %
| Direktkandidat          | Partei | Erststimmen in % | Zweitstimmen in % |
| ----------------------- | ------ | ---------------- | ----------------- |
| Astrid Birkhahn         | CDU    | 48,3             | 45,4              |
| Thomas Trampe-Brinkmann | SPD    | 29,4             | 27,0              |
| Marian Husmann          | GRÜNE  | 11,5             | 12,5              |
| Hans Günther Schöler    | FDP    | 6,8              | 7,3               |
| Frank Mischke           | LINKE  | 3,9              | 3,6               |
| Übrige                  | Übrige | 0,1              | 4,2               |

## Landtagswahl 2005
Wahlberechtigt waren 110.999 Einwohner. Die Wahlbeteiligung lag bei 68,8 %
| Direktkandidat          | Partei | Stimmen in % |
| ----------------------- | ------ | ------------ |
| Thomas Trampe-Brinkmann | SPD    | 27,1         |
| Reinhold Sendker        | CDU    | 56,5         |
| Alexander Prinz         | FDP    | 7,0          |
| Hedwig Tarner           | Grüne  | 5,8          |
| Karsten Stephan         | REP    | 0,4          |
| Edgar Gutjahr           | PDS    | 0,6          |
| Andreas Fritz           | NPD    | 0,7          |
| Franz Maxwill           | ödp    | 0,3          |
| Peter Kepper            | WASG   | 1,5          |

## Landtagswahl 2000
Wahlberechtigt waren 103.638 Einwohner. Die Wahlbeteiligung lag bei 57,2 %
| Direktkandidat            | Partei        | Stimmen in % |
| ------------------------- | ------------- | ------------ |
| Ursula Zumhasch           | SPD           | 31,5         |
| Reinhold Sendker          | CDU           | 45,3         |
| Hedwig Tarner             | GRÜNE         | 6,2          |
| Jürgen Möllemann          | FDP           | 14,6         |
| Bernhard Löckener         | REP           | 0,9          |
| Gerd Frederic Lummerzheim | PDS           | 0,5          |
| Ekkehard Strels           | UNABH. BÜRGER | 1,0          |